# فيلي وليامز (لاعب كرة قدم أمريكية)
فيلي وليامز (بالإنجليزية: Willie J. Williams)‏ هو لاعب كرة قدم أمريكية أمريكي، ولد في 26 ديسمبر 1970 في كولومبيا في الولايات المتحدة.

## وصلات خارجية
- فيلي وليامز على موقع مرجع كرة القدم المحترفة.كوم (الإنجليزية)